# Eva Miranda
Eva Miranda Galcerán est une mathématicienne espagnole spécialisée en systèmes dynamiques, notamment en géométrie symplectique,,. Ses recherches incluent des travaux avec Víctor Guillemin sur les mathématiques du problème des trois corps en mécanique céleste,.

## Éducation et carrière
Miranda a obtenu un diplôme DEA en algèbre et géométrie de l'Université de Barcelone en 1999. Elle a terminé son doctorat. dans la même université en 2003. Sa thèse, Sur la linéarisation symplectique des feuilletages lagrangiens singuliers, a été dirigée par Carlos Currás Bosch,.
Elle a été professeure assistante à l'Université de Barcelone de 2001 à 2006 et chercheuse postdoctorale à l'Université de Toulouse de 2004 à 2007. De 2007 à 2009, Juan de la Cierva a été chercheur à l'Université autonome de Barcelone, et en 2009, elle a rejoint le département de mathématiques de l'Université polytechnique de Catalogne. Depuis 2016, elle dirige le Laboratoire de Géométrie et Systèmes Dynamiques de l'Université Polytechnique. En 2018, elle obtient le poste de professeure des universités à l'UPC.

## Prix et distinctions
Miranda a remporté le prix Academia de l'Institution catalane de recherche et d'études avancées (ICREA) en 2016 et est devenue professeure distinguée ICREA à l'Université polytechnique de Catalogne en 2017,,,.
Toujours en 2017, Miranda est devenue la première mathématicienne espagnole et la deuxième femme - après Hélène Esnault - à remporter une Chaire d'Excellence de la Fondation Sciences Mathématiques de Paris.
Miranda fut conferencière invitée au Congrès Européen de mathématiques (8ECM) en 2020.
En 2021 elle obtient un nouveau prix Icrea Academia. En 2022 elle est distinguée avec un Prix Bessel de la Fondation Alexander Von Humboldt et le Prix François Deruyts de l'Académie Royale de Belgique.
Miranda est la 2023 London Mathematical Society Hardy Lecturer.